# Glendale (Wisconsin)
Glendale és una població dels Estats Units a l'estat de Wisconsin. Segons el cens del 2000 tenia 13.367 habitants.

## Demografia
Segons el cens del 2000, Glendale tenia 13.367 habitants, 5.772 habitatges, i 3.515 famílies. La densitat de població era de 891,4 habitants per km².
Dels 5.772 habitatges en un 24,3% hi vivien nens de menys de 18 anys, en un 50% hi vivien parelles casades, en un 8,2% dones solteres, i en un 39,1% no eren unitats familiars. En el 33,6% dels habitatges hi vivien persones soles el 16,2% de les quals corresponia a persones de 65 anys o més que vivien soles. El nombre mitjà de persones vivint en cada habitatge era de 2,2 i el nombre mitjà de persones que vivien en cada família era de 2,84.
Per edats la població es repartia de la següent manera: un 19,4% tenia menys de 18 anys, un 5,4% entre 18 i 24, un 24,2% entre 25 i 44, un 26,3% de 45 a 60 i un 24,8% 65 anys o més.
L'edat mediana era de 46 anys. Per cada 100 dones de 18 o més anys hi havia 82,4 homes.
La renda mediana per habitatge era de 55.306 $ i la renda mediana per família de 68.429 $. Els homes tenien una renda mediana de 45.670 $ mentre que les dones 36.334 $. La renda per capita de la població era de 30.328 $. Aproximadament el 2,6% de les famílies i el 4% de la població estaven per davall del llindar de pobresa.

## Poblacions més properes
El següent diagrama mostra les poblacions més properes.